# Jim Zoet
James Zoet, detto Jim (Uxbridge, 20 dicembre 1953), è un ex cestista canadese, professionista nella NBA, nei Paesi Bassi e in Gran Bretagna.

## Carriera
Con il Canada ha disputato due edizioni dei Campionati mondiali (1978, 1990) e i Campionati americani del 1980.